# Cerfennia
Cerfennia war ein antiker Ort (statio, d. h. eine Station an einer römischen Straße) im Gebiet der Marser in Italien. Heute steht auf dem Gebiet die Kirche S. Felicità in Cerfenna bei Collarmele.

## Lage
Cerfennia lag nördlich von Marruvium und dem Fuciner See. Verkehrstechnisch war es an die Via Valeria angebunden. Der Ort war Ausgangspunkt der unter Kaiser Claudius erbauten Via Claudia Valeria.